# ホッコクアカエビ
ホッコクアカエビ（北国赤海老、Pandalus eous）は、タラバエビ科に分類されるエビの一種。北太平洋の深海に生息し、重要な食用種として漁獲される。別名は、アマエビ（甘エビ）、ナンバンエビ（南蛮エビ）など。

## 特徴
体長は12cmほどで、和名の通り全身がピンク色から赤橙色をしている。新潟市近郊で用いられる「ナンバンエビ」という別名は、赤く熟している唐辛子の実（別名ナンバン）に外見が似ることに由来する。他のタラバエビ科のエビと比べると体や脚が細長く、甲が柔らかい。額角は細長く、頭胸甲の1.5倍以上ある。また、6つある腹節のうち、3番目の腹節の後半部に上向きの小さな突起があり、腰が曲がっているように見える。
島根県以北の日本海沿岸から宮城県沖以北の太平洋、オホーツク海、ベーリング海、カナダ西岸までの北太平洋に広く分布する。日本海は南限に当たる。
日本近海では水深200-600mほどの深海砂泥底に生息し、生息至適水温は0-8℃、下限水温は-1.6℃とされている。高緯度海域では100m程度の水深にも分布する。食性は肉食性で、小型の貝類や甲殻類、多毛類などを捕食する。天敵は人間の他にも頭足類やタラ、アコウダイ、サメなどの肉食魚がいる。また、鰓腔にエビヤドリムシが寄生し、頭胸甲の一部が黒くふくれあがる場合がある。
春から夏にかけてが産卵期で、南の地方ほど早い。卵は直径1mm前後の球形で、一度に2000-3000個を産卵し、抱卵期間は約10か月でメスは受精卵を腹肢に抱えて孵化するまで保護する。幼生は水深200-300mで放出される。生まれた幼生は遊泳脚をもち、プランクトンとして浮遊生活を送る。
雄性先熟の性転換を行う。能登半島沖での調査では、4-6歳で性転換を行うが、漁獲圧が強いと時期が早まることが分かっている。性転換後に毎年産卵する個体群と、隔年でしか産卵しない個体群が存在する。武蔵堆での調査では、6歳での性転換後、隔年で生涯に3回の産卵を行い、寿命は11年ほどと推定されている。

## 利用

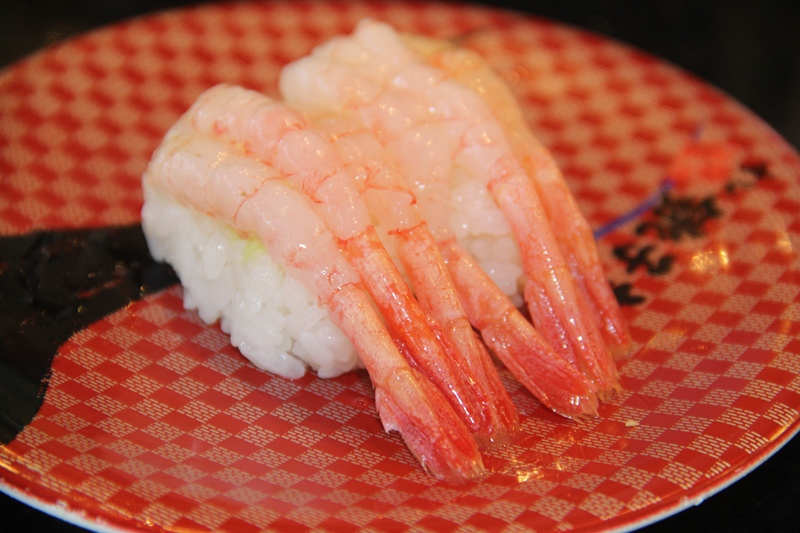
アマエビの握り寿司

日本では高級食材として扱われる。北日本では重要な漁業対象で、底引き網や籠漁などが行われる。20世紀末頃からは冷凍されたエビの輸入量も増加していて、タラバエビ類では比較的安価に流通する。
甲が柔らかく、身から離しやすい。生で食べるとグリシン、アラニンなどのアミノ酸に由来する甘みがあり、これが別名「アマエビ」の由来となっている。ただし捕獲直後の極めて新鮮な状態では甘さは感じられない。死後、多少時間が経過すると甘みが感じられるようになるのは、自己消化の過程でタンパク質からアミノ酸が生成されるからであり、生きている状態や新鮮な状態では含有量が少ないためとされている。基本的に、輸送時間などを考慮すれば店頭で並んでいる時点で最も食べごろとなっているのが通常である。冷蔵と物流が進展するまでは殻のまま煮る「具足煮」が一般的だった。
刺身、寿司種、塩辛、煎餅、天ぷら等様々な料理に使われるが、小型のオスは煎餅、大型のメスは刺身や寿司種など、大きさによって使い分けられる。身だけでなく頭胸甲内にある中腸腺（いわゆる「海老味噌」と俗称される部位）も濃い旨みがある。
頭の横の鰓にエビヤドリムシが寄生して黒く盛り上がっているものが見つかることがあるが、身の食用には影響しない。

## 近縁種

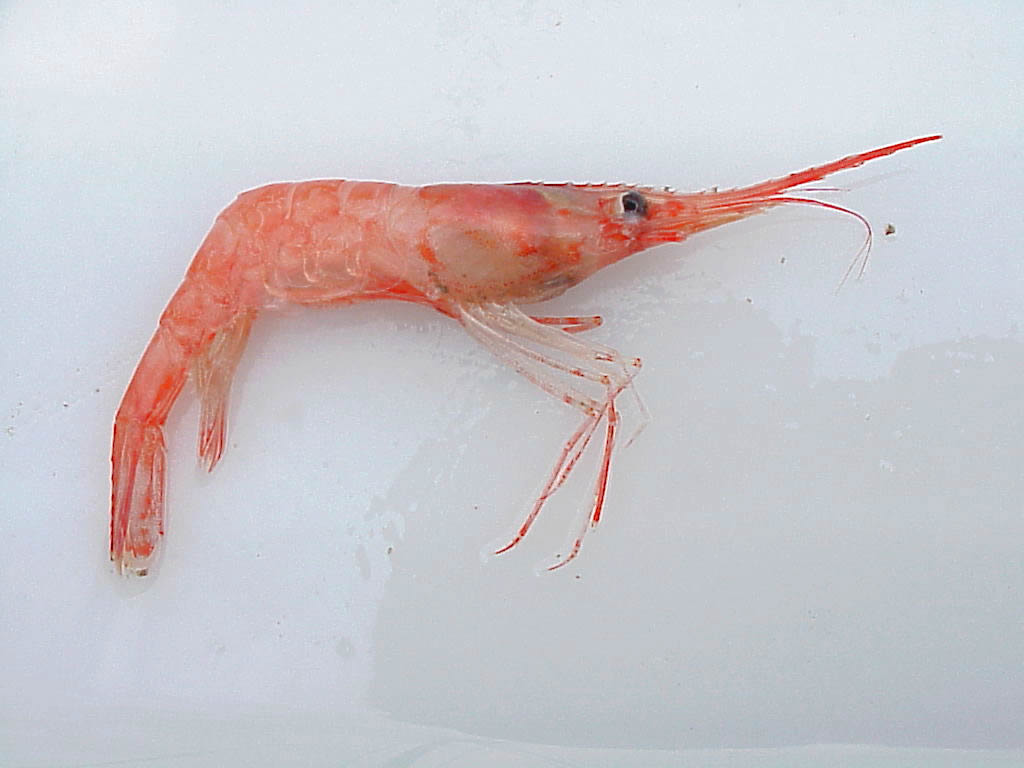
Pandalus borealis

Pandalus borealis Krøyer, 1838 BiSMaL（国立研究開発法人海洋研究開発機構のデータベース）では和名をあてていない（本種にホンホッコクアカエビ（本北国赤海老）をあてる場合もある）
北大西洋のバレンツ海、北海、グリーンランドからカナダ沖に分布する。重要な食用種として漁獲され、日本へは北大西洋アイスランド産の冷凍甘エビとして入荷する。
国際連合食糧農業機関(FAO)では、ホッコクアカエビをこの種の亜種Pandalus borealis eous としている。